# 粘毛山芝麻
粘毛山芝麻（学名：Helicteres viscida）为梧桐科山芝麻属下的一个种。

## 扩展阅读
- 維基物種上的相關：粘毛山芝麻